# Jean-Yves Chemin
Jean-Yves Chemin (Rouen, 23 de abril de 1959) é um matemático francês.
Foi palestrante convidado (Invited Speaker) no Congresso Internacional de Matemáticos de 1994 em Zurique (Analyse microlocale et mecanique des fluides en dimension deux) e em 2002 em Pequim (Quasilinear wave equations and microlocal analysis, com Hajer Bahouri).
Dentre seus alunos de doutorado consta Isabelle Gallagher.

## Obras
- com Hajer Bahouri, Raphael Danchin Fourier analysis and non linear partial differential equations. Springer Verlag, Grundlehren der mathematischen Wissenschaften, 2011, ISBN  	978-3-642-16829-1
- Mathematical geophysics: an introduction to rotating fluids and the Navier-Stokes equations. Oxford, Clarendon Press 2006
- Perfect incompressible fluids. Oxford, Clarendon Press 1998